# Шатохино
Шато́хино — село в Железногорском районе Курской области. Входит в состав Рышковского сельсовета.
Население — 54 человека (2010 год).

## География
Расположено в 25 км к юго-востоку от Железногорска на левом берегу реки Усожи. Высота над уровнем моря — 160 м.

## Этимология
Получило название от фамилии первозамщиков — служилых людей Шатохиных, которые вскоре после основания села выслужились до дворян и стали местными помещиками.

## История
Земли по реке Усоже активно раздавались служилым людям в царствование Михаила Фёдоровича Романова (1613—1645). Наиболее раннее упоминание о деревне Шатохино содержится в Отказной книге Усожского стана Курского уезда 1638 года.
В Курской отказной книге 1641 года среди владельцев имений в Усожском стане Курского уезда значатся дети боярские Явлат Минаев сын Шатохин и Воин Явлатов сын Шатохин. Наряду с Шатохиными одними из первых здесь поселились однодворцы Алфёровы и Кустовы. До 1779 года Шатохино входило в состав Усожского стана Курского уезда, затем перешло в состав новообразованного Фатежского уезда.
В XIX веке помимо однодворцев здесь проживали владельческие крестьяне. К моменту отмены крепостного права в 1861 году крестьянами села Шатохино — Александрово тож владели следующие помещики: коллежский советник и будущий Владимирский губернатор Платон Александрович Шатохин (96 душ мужского пола), губернский секретарь Сергей Шетохин (30 д.м.п.), жена поручика Мария Юрьева (30 д.м.п.), малолетние Василевские (47 д.м.п.), коллежский регистратор Иван Шетохин (12 д.м.п.), жена коллежского регистратора Марфа Шетохина (4 д.м.п.), штабс-капитан Дмитрий Шалимов (8 д.м.п.), поручик Александр Шалимов (20 д.м.п.). 
В 1862 году в Шатохино проживало 694 человека (320 мужского пола и 374 — женского) в 60 дворах, действовал православный храм. В 1877 году в селе было уже 69 дворов, в то же время население сократилось до 546 человек. К тому времени в Шатохино была открыта школа и действовали 2 винокуренных завода. В том же году в селе разразилась эпидемия дифтерии. 
С 1861 года до 1880-х годов село входило в состав Игинской волости Фатежского уезда, затем, до 1928 года, в состав Нижнереутской волости. В 1880-е годы управляющим имением господ Шатохиных в селе был Г. И. Домбровский.
После Октябрьской революции на базе бывшей дворянской усадьбы в Шатохино была создана коммуна имени Ленина. В неё вступили 30 бедняцих хозяйств. На территории усадьбы построили два больших жилых дома, каждой семье дали по квартире. Первым председателем коммуны был Виктор Егорович Белов, член комбеда хутора Весёлый. Имущество членов коммуны было общим, оплата труда была натуральной. Однако труд в коммуне был неэффективным и в 1929 году она распалась.
В 1924 году Фатежский уезд был упразднён, Шатохино вошло в состав Курского уезда. С 1928 года в составе Фатежского района. 
В начале 1930-х годов в Шатохино и соседних селениях было создано несколько небольших колхозов: имени Варейкиса, «Коммунист», «Муравейник». В 1937 году эти хозяйства были объединены в колхоз имени Сталинской Конституции с центром в Шатохино. В 1937 году в селе было 37 дворов. 
Во время Великой Отечественной войны, с октября 1941 года, село находилось в зоне немецко-фашистской оккупации. Освобождено 13 февраля 1943 года воинами 498-го стрелкового полка.
В 1957 году шатохинский колхоз имени Сталинской Конституции был присоединён к колхозу имени Ленина (центр в д. Басово).
В 1970-е годы были закрыты Шатохинская начальная школа и Дом культуры.
В 1991 году Шатохино было передано из Фатежского района в Железногорский.
В 2008 году в селе было 28 дворов, проживало 69 человек.
В 2017 году, с упразднением Басовского сельсовета, Шатохино было передано в Рышковский сельсовет.

## Храм Архангела Михаила
Православный храм, освящённый в честь Архангела Михаила, действовал в Шатохино как минимум с начала XVIII века. К приходу храма, помимо жителей Шатохина, было приписано население соседних деревень: Басова, Колесниковой и Сухаревой. В 1919—1920 годах псаломщиком в храме служил Афанасий Васильевич Докукин, впоследствии причисленный к лику новомучеников. Здание церкви располагалось на территории современной деревни Жилино к югу от кладбища, которое сохранилось до настоящего времени. В советское время храм был закрыт и до наших дней не сохранился. 
В Государственном архиве Курской области сохранились метрические книги Архангельской церкви за 1841—1851, 1862, 1881—1889, 1892, 1894, 1903, 1904, 1907—1909, 1911, 1912, 1914 и 1915 годы, а также исповедные книги за 1822, 1840—1854 годы.

## Население
| 1862 | 1877 | 1905 | 1979 | 2002 | 2010 |
| ---- | ---- | ---- | ---- | ---- | ---- |
| 694  | ↘546 | ↘384 | ↘135 | ↘66  | ↘54  |

В 1900 году: 697 человек (328 мужского пола и 369 женского).

## Персоналии
- Шетохин, Капитон Борисович — участник Отечественной войны 1812 года, кавалер ордена Святого Георгия 4-й степени (1814).
- Шетохин, Михаил Борисович — участник Отечественной войны 1812 года, брат предыдущего.
- Шатохин, Платон Александрович (1821—1866) — Владимирский губернатор в 1865—1866 годах.

## Памятник археологии
В 1 км северо-восточнее села, на берегу реки Усожи, расположено древнее городище, датируемое ранним железным веком.